# Wojciech Tochman
Wojciech Łukasz Tochman, né le 12 avril 1969 à Cracovie, est un journaliste et écrivain polonais.

## Biographie
Wojciech Tochman fait ses débuts en 1987 alors qu'il est encore lycéen avec un reportage sur un vestiaire d'école dans l'hebdomadaire scout Na Przełaj (pl). En 1990, Hanna Krall l'engage dans la section reportage de Gazeta Wyborcza. Son premier article est titré « L'Histoire du bon comptable ». Il reste à Gazeta Wyborcza jusqu'en 2004. De 1996 à 2002, il dirige également un programme sur TVP1 consacré aux personnes disparues, Ktokolwiek widział, ktokolwiek wie (pl) (littéralement « Celui qui a vu sait ». En 1999, il fonde la Fondation ITAKA, recherchant des personnes disparues et aidant leurs familles. Il donne également des cours à l'Institut de journalisme de l'Université de Varsovie.
Il est l'initiateur du Club HEBAN et le coordinateur de ses activités. Ce club apporte son aide aux enfants du village de Nyakinama au Rwanda. En 2009, il fonde à Varsovie avec Paweł Goźliński (pl) et Mariusz Szczygieł une école de reportage.

## Publications
- Schodów się nie pali (Znak, 2000 et 2006) – reportages
- Jakbyś kamień jadła (Pogranicze, 2002 et 2005, Wydawnictwo Czarne (pl), 2008) – reportage en Bosnie
- Córeńka (Znak, 2005) – reportage romancé sur les recherches de la journaliste disparue de Gazeta Wyborcza Beata Pawlak après l'attentat terroriste de Bali
- Wściekły pies (Znak, 2007) – reportages
- Bóg zapłać (Wydawnictwo Czarne (pl), 2010) – reportages
- Dzisiaj narysujemy śmierć (Wydawnictwo Czarne, 2010) – sur le génocide des Tutsis au Rwanda
- Eli, Eli (Wydawnictwo Czarne, 2013) – roman sur les bidonvilles de Manille (traduit en français par Kamil Barbarski,  Noir sur Blanc, 2018  (ISBN 978-2-88250-505-7)
- Kontener (avec Katarzyna Boni, Wydawnictwo Agora, 2014) – sur le sort des réfugiés syriens en Jordanie.

Il est traduit en allemand, anglais, bosnien, espagnol, finnois, français, italien, néerlandais, russe, slovaque, suédois et ukrainien.

## Distinctions
- 2004 : finaliste du Prix RFI « Témoin du Monde » décerné par Radio France internationale